# ألبرتو غارسيا اسبي
ألبرتو غارسيا اسبي (بالإسبانية: Alberto García-Aspe)‏ مواليد 11 مايو 1967 في مدينة مكسيكو، هو لاعب كرة قدم مكسيكي دولي سابق كان يلعب كلاعب وسط. سبق له أن لعب في كأس العالم لكرة القدم مع منتخب بلاده. لعب خلال مسيرته 533 مباراة سجل خلالها 149 هدفاً.

## المسيرة الاحترافية

### أندية لعب لها
- نادي نيكاكسا
- نادي أمريكا

## روابط خارجية
- ألبرتو غارسيا اسبي على موقع الاتحاد الدولي (مؤرشف)  (الإنجليزية)
- ألبرتو غارسيا اسبي على موقع قاعدة بيانات كرة القدم.إي يو (الإنجليزية)
- ألبرتو غارسيا اسبي على موقع ناشيونال فوتبول تيمز (الإنجليزية)
- ألبرتو غارسيا اسبي على موقع أوليمبيديا (الإنجليزية)